# Sphere (Hajasibara Megumi-album)
A Sphere Hajasibara Megumi ötödik nagylemeze, mely 1994. július 2-án jelent meg a KIing Records kiadó jóvoltából. Rajongók által az egyik legjobbnak tartott album, valamint ez volt az énekesnő első albuma, mely átlépte 100 000 eladási példányszámot. Az Oricon japán lemezeladási lista nyolcadik helyéig jutott el.

## Dalok listája
1. Until Strawberry Sherbet 5:00
2. Dance with Me... Szaigo no Paradise 4:42
3. Hosi wo Tobikoete 4:16
4. Jume Hikó 3:53
5. Bon Voyage! 4:26
6. Living on the Same Time (Onadzsi Toki vo Ikite) 4:26
7. Jume Hurry Up! 4:08
8. Szunao na Kimocsi 4:31
9. Nakeba Ii no 4:35
10. Asita Smile 4:23
11. Hosi no Nai Joru e 4:24
12. Be Natural 5:03
13. Rousseau no Mori/Chagall no Szora 5:25